# Lodewijk Constantijn Rabo Copes van Cattenburch
Lodewijk Constantijn Rabo Copes van Cattenburch (Vught, 3 september 1771 - Den Haag, 16 december 1842) is door koning Willem I benoemd tot eerste alleenregerende burgemeester van Den Haag. Hij vervulde dit ambt van 23 februari 1824 tot zijn dood.

## Diligentia
Al in zijn jonge jaren had Copes belangstelling voor de natuurwetenschappen en zat hij in het bestuur van Diligentia, dat in 1793 werd opgericht.

## Belastingen
Voordat hij burgemeester werd, hield hij zich bezig met belastingen. De belastingstelsels van 1806 en 1811 waren voor een groot deel zijn werk. Hij was van 1814 tot 1816 belast met de invoering van het belastingstelsel in de Zuidelijke Nederlanden. Daarna kwam hij naar Den Haag en zat hij op het Departement van Financiën. Vanaf 1821 was hij buitengewoon lid van de Raad van State.

## Burgemeester

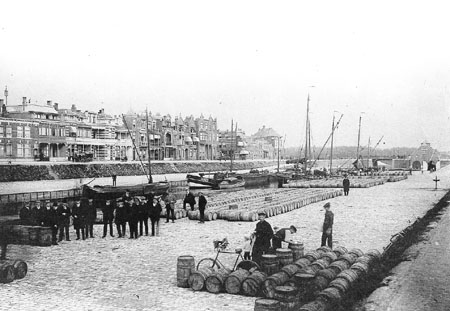
Scheveningse vissers aan het einde van het Kanaal met hun haringtonnen

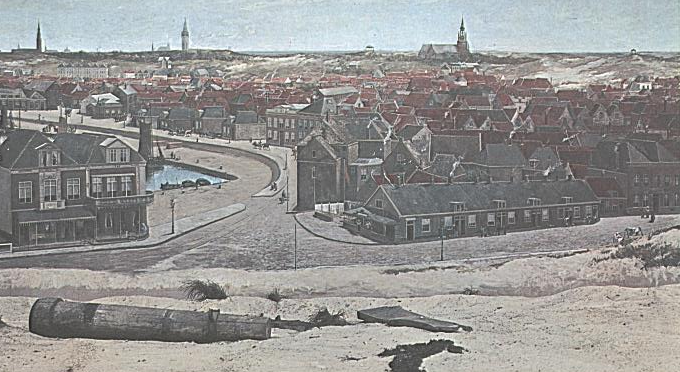
Einde van het Kanaal op het Panorama van Mesdag

In 1824 werd door Willem I de bestuursvorm van Den Haag veranderd. Er was een college van vier burgemeesters, en dat verving hij door één burgemeester. Copes, die al regeringsadviseur was, werd door hem op 23 februari 1824 benoemd. De koning hoopte met deze alleenregerende burgemeester een slagvaardiger bestuur te vormen.
Als burgemeester deed Copes veel om de groei van de stad mogelijk te maken. Direct na zijn aantreden stelde hij dat de stadslucht slecht was voor de burgerij en nam maatregelen.
- In 1825 laat hij de werkzaamheden starten om Het Kanaal aan te leggen tussen het centrum van de stad en Scheveningen. Hij wil er een haven aan laten leggen. Dit kanaal zou tevens dienen om het stadswater te verversen. Zand dat vrijkwam bij het graven, werd gebruikt om een deel van de vieze en/of gevaarlijke grachten te dempen. Men was daartoe bereid omdat Den Haag regelmatig door epidemieën werd getroffen.

Het Kanaal is nooit verder gekomen dan Seinpostduin. Zijn doel werd niet bereikt, maar de Scheveningse vissers gebruikten deze nieuwe verbinding naar de stad om hun vis af te leveren. Pas na de storm van 1894 wordt men het eens dat er een zeehaven moet komen. De Eerste Kamer stemt voor en in 1904 varen de eerste schepen de huidige haven binnen.
Op het Panorama van Mesdag is het einde van het kanaal goed te zien.
- In 1825 werd de eerste stoommachine in Den Haag in gebruik genomen.
- In datzelfde jaar legde Copes aan de gemeenteraad voor dat vrouwen van lichte zeden regelmatige medische controles moeten ondergaan. De Raad was het eens dat bordelen niet weg te denken waren, maar de verspreiding van ziektes moest voorkomen worden.

In 1826 installeerde hij achttien notabelen van de drie Haagse kerken. Deze waren speciaal door Willem I uitgekozen. Een paar maanden later werd het 'Syphilitis Ziekenhuis' geopend. Het stond onder beheer van deze regenten.
- Hij wilde het strand exploiteren en er een badhuis bouwen; het moest een toeristenattractie worden als Calais of Duinkerken. De gemeente nam de exploitatie van het badhuis van Jacob Pronk in Scheveningen over. Dit badhuis was in 1818 opgericht. Er werden in 1826 7666 binnenbaden genomen en met in zee gereden badkoetsjes namen 5616 gasten een bad in zee. In 1828 kwam er op initiatief van de burgemeester een veel groter 'stedelijk badhuis', genaamd Grand Hôtel des Bains, van architect Z. Reyers. In 1885 werd het Kurhaus op diezelfde plaats gebouwd.

Op 13 december 1842 krijgt hij op het raadhuis een beroerte. Hij overlijdt drie dagen later, 71 jaar oud. Hij wordt opgevolgd door jhr. G.L.H. Hooft.

## Privé
Hij was op 29 oktober 1804 in Rotterdam getrouwd met Anna Maria Reynera Gertrude van Mierop, hun huwelijk bleef kinderloos.

## Onderscheiding
L.C.R. Copes van Cattenburch was Ridder in de Orde van de Nederlandse Leeuw.